# Ксенжи-Млин (Лодзинське воєводство)
Ксенжи-Млин (пол. Księży Młyn) — село в Польщі, у гміні Белхатув Белхатовського повіту Лодзинського воєводства.
Населення — 252 особи (2011).
У 1975-1998 роках село належало до Пйотрковського воєводства.

## Демографія
Демографічна структура станом на 31 березня 2011 року:
|          | Загалом | Допрацездатний вік | Працездатний вік | Постпрацездатний вік |
| -------- | ------- | ------------------ | ---------------- | -------------------- |
| Чоловіки | 119     | 30                 | 82               | 7                    |
| Жінки    | 133     | 34                 | 81               | 18                   |
| Разом    | 252     | 64                 | 163              | 25                   |